# Система контроля за незаконным оборотом наркотических средств и психотропных веществ
Система контроля за незаконным оборотом наркотических средств и психотропных веществ — это институт материального уголовного права, представляющий собой совокупность правовых норм, направленных на пресечение незаконного оборота наркотических средств и психотропных веществ. 

## Понятие
Под термином «Система контроля за незаконным оборотом наркотических средств и психотропных веществ» в науке уголовного права может пониматься как механизм контроля за соблюдением международных соглашений, так и собственно самостоятельный правовой институт. Отдельные нормы, посвященные контролю за распространением наркотических средств и психотропных веществ, могут находиться в Конвенциях ООН и национальном уголовном либо административном законодательстве.

## Виды систем контроля
В науке уголовного права классификация систем контроля за незаконным оборотом наркотических средств и психотропных веществ сформулирована Беляевым Иваном Юрьевичем и предложены следующие их виды:
- Индивидуальная система контроля;
- Универсальная система контроля;
- Смешанная система контроля.

Критерием отнесения системы контроля за незаконным оборотом наркотических средств и психотропных веществ выступает способ закрепления соответствующих средств и веществ в качестве предмета преступлений, связанных с незаконным оборотом наркотических средств и психотропных веществ, в соответствующем законодательстве.

## Индивидуальная система контроля
Индивидуальная система контроля за незаконным оборотом наркотических средств и психотропных веществ характеризуется детальным включением и описанием средств и веществ в соответствующих списках, включенных в уголовное законодательство. Вещество в такой системе становится запрещенным и признается предметом соответствующих преступлений только после его включения в список контроля. К государствам, использующим такую систему контроля относится, например, Российская Федерация, Финляндия и Мексика.
Организация Объединенных Наций в своих конвенциях также предусмотрела индивидуальную систему контроля (например, Единая конвенция о наркотических средствах 1961 года) и создание списков, в которые включаются все наркотические и сходные с ними вещества. Недостатком такого способа признания вещества запрещенным является проблема новых психоактивных веществ, которые обладают фактически легальным статусом: «Появление новых психоактивных веществ, синтетических опиоидов немедицинского назначения и не включенных в списки прекурсоров ставит перед нами все новые сложные задачи в сфере охраны здоровья людей».

## Универсальная система контроля
Универсальная система контроля основана на учете отдельных признаков для запрещения соответствующих веществ, причем специальные списки наркотиков обычно не создаются. К таким признакам в науке уголовного права традиционно относятся:
- медицинский признак,
- юридический признак,
- социальный признак.

Медицинский признак заключается в способности соответствующего средства или вещества вызывать одновременно состояние наркотического опьянения и формировать патологическую (как физическую, так и психологическую) зависимость. Основанием выделения медицинского признака является положения МКБ-10. Под "юридическим признаком" понимается закрепление средства или вещества в списках контроля, однако для универсальной системы контроля данный признак не является обязательным. Социальный признак заключается в "нанесении ущерба охраняемым уголовным законом объектам в процессе оборота или потребления соответствующего наркотического средства или психотропного вещества". По мнению Беляева: 

Универсальная система контроля оборота наркотических средств и психотропных веществ представляется наиболее удачной, поскольку в данном случае практически исключается феномен «дизайнерских наркотиков» и снижается доля бланкетных норм в уголовном законодательстве, что в свою очередь положительно сказывается на юридической технике соответствующих нормативных правовых актов.
К государствам, использующим универсальную систему контроля, относится Австралия.

## Смешанная система контроля
Смешанная система контроля за незаконным оборотом наркотических средств и психотропных веществ использует как метод индивидуальной, так и метод универсальной систем контроля. В законодательстве государств, использующих данную систему, встречается упоминание медицинского признака наркотиков и сходных с ними веществ, однако одновременно с этим создаются списки контроля. "Аналоги" наркотиков не включаются в списки, их запрет основан на общей норме. Такую систему используют Швейцария и США.